# Concours de musique du Canada
Pour les articles homonymes, voir CMC.

Le Concours de musique du Canada ou CMC  (anglais: Canadian Music Competition) est un organisme à but non lucratif encourageant le développement des jeunes musiciens du Canada et les aidant à faire entendre leurs prestations musicales classiques sur diverses scènes régionales et nationales, où ils ont l'occasion de s'exécuter en respectant les règles fondamentales de l'apprentissage structuré de la musique classique.

## Historique
Le Concours de musique du Canada, fondé par Claude Deschamps (1936-2013), s'est constitué à partir de 1971, soit à la suite de la mise en place de divers autres concours dont le Festival national de musique (FNM de 1958 à 1960), le Festival de musique du Québec (FMQ de 1960 à 1982) et le Concours de musique du Québec (CMQ de 1972 à 1989).

## Organisation
La direction du Concours de musique du Canada est assurée par un conseil d'administration et un bureau administratif national accompagnés de conseils d'administration provinciaux. Le bureau administratif du Concours est localisé à Montréal.
Les candidats et candidates au Concours proviennent de l'une des 13 sections locales situées dans 7 provinces canadiennes, soit :
- Vancouver en Colombie-Britannique
- Calgary et Edmonton en Alberta
- Saskatoon en Saskatchewan
- Manitoba
- Toronto en Ontario
- Montréal, Sherbrooke, Trois-Rivières, Québec, Saguenay, et Rimouski au Québec
- Nouvelle-Écosse

Plus de 500 candidats âgés entre 7 ans et 30 ans s'inscrivent chaque année dans l'une ou l'autre des 10 catégories : le chant, les cordes, la flûte à bec, la guitare, la harpe, la musique de chambre, la percussion à clavier, le piano, le piano à quatre mains et les vents. 
Le programme du Concours impose un ensemble de pièces pour l'Audition nationale, et puis une pièce de style concerto à la Finale nationale.
Chaque année, le Concours choisit deux juges permanents ainsi que trois juges régionaux pour chaque province. Les candidats au Concours s'inscrivent en premier lieu à l'Audition nationale où ils sont évalués par les deux juges permanents ainsi que les trois juges locaux, ce qui leur permet de se classer pour la Finale nationale si leur note est supérieure à 80%. Lors de la Finale, les juges attribuent une première, une deuxième ou une troisième place pour des notes respectives supérieures à 90%, 87% et 85%.

## Bourses
Au cours des diverses étapes du Concours, les artistes peuvent obtenir des bourses les aidant à défrayer les coûts d'inscription, de participation et de déplacement. Grâce aux commanditaires et donateurs, on établit à 150 000$ la somme totale des bourses annuelles pouvant être remises et partagées entre les jeunes lauréats et candidats.

## Participants au Concours
Depuis les débuts d'existence des Concours de musique, environ 30,000 jeunes artistes ont participé à l'une ou l'autre des étapes d'épreuves. Parmi ceux-ci, quelques noms célèbres ou reconnus : 
- Henri Brassard, pianiste
- Gregory Charles, pianiste
- Ewald Cheung, violoniste
- Sébastien Deshaies, guitariste
- Angèle Dubeau, violoniste
- James Ehnes, violoniste
- Janina Fialkowska (en), pianiste
- Hélène Fortin, soprano
- Marc-André Hamelin, pianiste
- Angela Hewitt, pianiste
- Chantal Juillet, violoniste
- Julie Lamontagne, pianiste
- Jean-François Latour, pianiste
- Alain Lefèvre, pianiste
- Valérie Milot, harpiste
- Jacinthe Couture, pianiste
- Duo Fortin-Poirier, duo de pianistes
- Andrew Wan, violoniste
- Annie Parent, violoniste

## Tremplin
Le Concours de musique du Canada organise en plus un concours bisannuel auquel participent une trentaine de jeunes artistes canadiens. Il s'agit du Tremplin, créé en 1971, et dont la présentation se déroule à tous les deux ans dans l'une ou l'autre des villes des sections locales. Âgés entre 16 et 28 ans, les candidats du Tremplin sont des artistes canadiens dotés d'un talent exceptionnel pouvant les conduire à une carrière internationale. Qu'il soit permis de mentionner des artistes lauréats comme Louis Lortie au piano en 1975, Chantal Juillet au violon en 1978, Marc-André Hamelin au piano en 1982, Allen Harrington au saxophone en 2004 et Maxim Bernard au piano en 2006.